# Крючков, Владимир Александрович
Влади́мир Алекса́ндрович Крючко́в (29 февраля 1924, Царицын — 23 ноября 2007, Москва) — советский государственный деятель. Председатель КГБ СССР (1988—1991). Один из ближайших соратников Юрия Андропова.
Генерал армии (27.01.1988). Член ВКП(б) с 1944 г., член ЦК (избирался 1986, 1990), член Политбюро ЦК (20.09.1989 — 13.07.1990). Член ГКЧП СССР (18.08—21.08.1991). Депутат Совета Национальностей Верховного Совета СССР 11 созыва (1984—1989) от Белорусской ССР.

## Биография
Родился 29 февраля 1924 года в Царицыне (ныне — Волгоград), русский. В 1941—1942 годах работал на артиллерийском заводе № 221 в Сталинграде разметчиком, а в 1942—1943 годах был разметчиком на артиллерийском заводе № 92 в Горьком. С 1943 года — на комсомольской работе.
В 1943—1944 годах — комсорг ВЛКСМ в Особой строительно-монтажной части 25 Министерства по строительству СССР в Сталинграде.
В 1944—1945 годах — первый секретарь райкома ВЛКСМ Баррикадного района (Сталинград).
В 1945—1946 годах учился на очном отделении в Саратовском юридическом институте, затем перевёлся во Всесоюзный заочный юридический институт. В 1946 году стал вторым секретарём Сталинградского горкома ВЛКСМ.
В 1946—1947 годах — народный следователь прокуратуры Тракторозаводского района Сталинграда.
В 1947—1950 годах был прокурором следственного отдела Сталинградской прокуратуры. В 1949 году окончил Всесоюзный заочный юридический институт по специальности «юрист».
В 1950—1951 годах — прокурор Кировского района Сталинграда. В 1951 году отправлен по разнарядке на учёбу в Высшую дипломатическую школу (ВДШ).

### В МИД СССР и ЦК КПСС
Окончил Высшую дипломатическую школу МИД СССР, где учился в 1951—1954 годах, затем был по распределению направлен в IV Европейский отдел Министерства иностранных дел.
В 1955—1959 годах — третий секретарь посольства СССР в Венгерской Народной Республике. Участвовал в венгерских событиях 1956 года.
В 1959—1963 годах был референтом в секторе Венгрии и Румынии Отдела ЦК КПСС по связям с коммунистическими и рабочими партиями социалистических стран. В 1963—1965 годах — заведующий сектором Отдела ЦК КПСС.
В 1965—1967 годах — помощник секретаря ЦК КПСС Ю. В. Андропова.

### В КГБ СССР
С приходом 18 мая 1967 года на должность председателя КГБ Юрия Андропова с 24 мая назначен его помощником.
В 1967—1971 годах — начальник Секретариата КГБ.
С 1971 года — первый заместитель, в 1974—1988 годах — начальник Первого главного управления КГБ СССР (внешняя разведка).
В 1978—1988 годах — заместитель председателя КГБ СССР.
Во время войны в Афганистане участвовал в организации ввода советских войск в Афганистан, формировании представительства КГБ в Кабуле и в подготовке штурма дворца Амина спецподразделениями КГБ «Гром» и «Зенит». Также Крючков выполнил миссию по выполнению решения Политбюро ЦК КПСС о замене афганского лидера Бабрака Кармаля, во время визита в Кабул убедив последнего уйти в отставку. Советская сторона выполняла условия Женевских соглашений, а американская лишь ждала скорейшего вывода советских войск. После этого, как считал глава КГБ, США оставалось лишь свергнуть режим Наджибуллы и привести в Кабул правителей, соответствовавших американским интересам.
В декабре 1987 года, по словам историка разведки Стивена Колла, Владимир Крючков договорился с заместителем директора ЦРУ Робертом Гейтсом о сотрудничестве разведслужб для поиска политического выхода из кризиса в Афганистане.

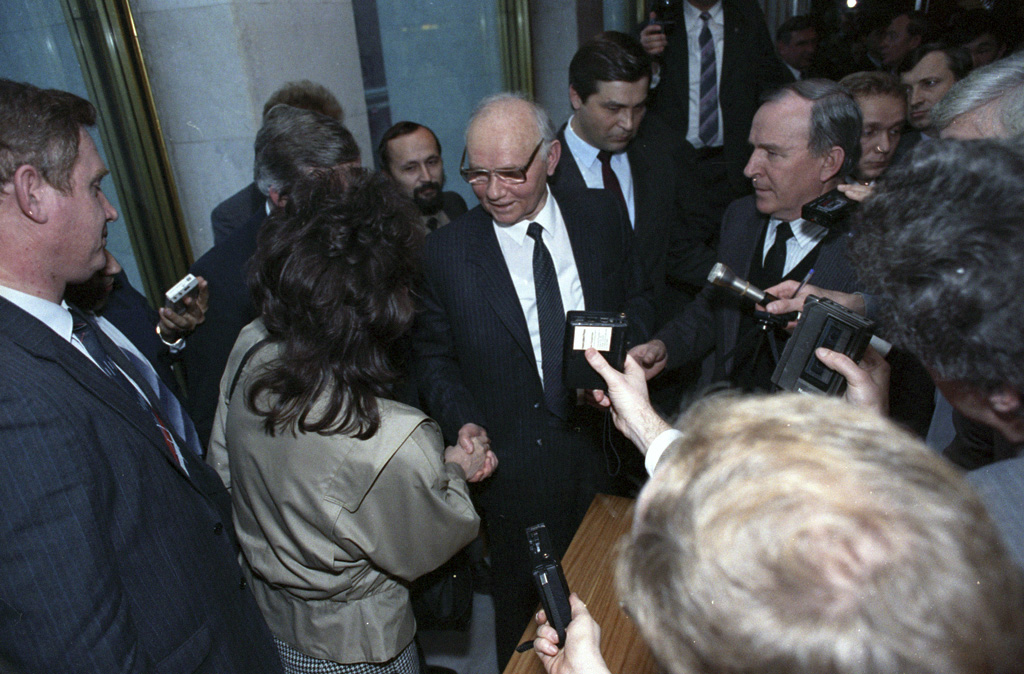
Крючков даёт интервью на съезде народных депутатов СССР 1 декабря 1990 года.

1 октября 1988 года назначен Председателем КГБ СССР.
С 20 сентября 1989 года — член Политбюро ЦК КПСС, с марта 1990 года — член Президентского совета СССР.
1 марта 1991 года переназначен Председателем КГБ в связи с реорганизацией союзного правительства (создание Кабинета Министров при Президенте СССР).
С 13 марта 1991 года и до распада СССР — член Совета безопасности СССР.
С 1 апреля 1991 года — Председатель КГБ СССР — министр СССР.
По инициативе Крючкова в мае 1991 года был принят Закон «Об органах государственной безопасности в СССР», освободивший КГБ от партийного контроля. 
В июне 1991 года на сессии Верховного Совета СССР выступил с речью об «агентах влияния» и присоединился к требованию премьера Валентина Павлова о предоставлении Кабинету Министров СССР чрезвычайных полномочий.

#### Критика
Бывший разведчик Юрий Швец отрицательно оценивает руководство Крючкова в КГБ: 
К концу 80-х годов Крючков фактически под разными предлогами убрал из аппарата внешней разведки почти всех профессионалов, которые действовали на американском направлении. Убрал именно тех, кто в свое время осуществлял вербовку, умел работать с агентами. <...>
Крючков любил подхалимов, которые смотрели ему в рот. Он ненавидел ситуации, когда вскрывались его ошибки, а люди, которые открыто говорили об этом, естественно, попадали в немилость. <...>
Один пример. За год до развала СССР одной из приоритетных задач ПТУ КГБ был сбор информации по... Антарктике. За год до развала страны, когда необходимы были срочные меры по получению правдивой информации и ее тщательному анализу, Крючков полагал, что именно в снежной Антарктиде в баталиях будет разрешен исход борьбы между социалистическим и капиталистическим лагерем.

### ГКЧП
С 18 по 21 августа 1991 года — член ГКЧП СССР.
22 августа за участие в деятельности ГКЧП был арестован по статье 64 УК РСФСР «Измена Родине». Задержание Крючкова проводили курсанты московской школы милиции, подчинявшиеся заместителю министра внутренних дел РСФСР Андрею Дунаеву. Находился в тюрьме «Матросская Тишина». Адвокаты Крючкова по делу ГКЧП — Юрий Иванов и Юрий Пилипенко.
В день ареста Крючкова президент СССР Михаил Горбачёв издал указ об освобождении его от должности председателя КГБ и согласно статьям 113 и 127. 3 Конституции СССР внёс данное решение на рассмотрение Верховного Совета СССР, заседание которого открылось 26 августа, но указ не был ими утверждён.
В день ареста, 22 августа, состоялся первый допрос Крючкова. Он заявил, что ни разу не обсуждался вопрос о лишении Михаила Горбачёва поста президента СССР, а речь шла о том, чтобы Горбачёв временно возложил свои полномочия на вице-президента Геннадия Янаева. По его словам, Горбачёв в Форосе 18 августа на встрече с делегацией ГКЧП заявил, что он не будет передавать полномочия Янаеву, но сказал, чтобы они попробовали ввести чрезвычайное положение и сообщил им, что у него радикулит. Также Крючков сообщил следователям, что по линии ГКЧП не было предпринято никаких действий, направленных против руководства России. По его словам члены ГКЧП понимали, что это может привести к непредсказуемым последствиям (так он ответил на вопросы про штурм Верховного Совета РСФСР и воспрепятствование выезду президента Ельцина из Архангельского). 24 августа написал письмо своему преемнику на посту главы КГБ Вадиму Бакатину (назначенному 23 августа Горбачёвым, но ещё не утверждённому на тот момент Верховным Советом), в котором назвал действия ГКЧП «государственным переворотом», а свое участие в нём «преступными действиями». В 2010 году в программе «Суд времени» на Пятом канале адвокат Юрий Иванов заявил, что это письмо его подзащитный написал под психологическим давлением. На протяжении 2-3 дней после ареста, во время первых допросов, когда у Крючкова ещё не было адвоката, включалось радио, где говорилось, что он «палач» и «убийца». Уже на следующий день (25 августа) Крючков написал письмо Горбачёву, в котором ещё раз заявил, что ГКЧП не планировал его отстранять от должности президента СССР: 

Михаил Сергеевич! Когда все это задумывалось, то забота была одна — как-то помочь стране. Что касается Вас, то никто не мыслил разрыва с Вами<…>Было заявлено, что в случае начала противостояния с населением, операции немедленно приостанавливаются. Никакого кровопролития. Трагический случай произошёл во время проезда дежурной военной машины «БМП» по Садовому кольцу. Это подтвердит следствие. К Вам поехали с твердым намерением доложить и прекращать операцию.— s:Письмо Председателя КГБ СССР Президенту СССР от 25.08.1991
29 августа 1991 года Верховный Совет СССР по представлению президента Горбачёва утвердил в должности председателя КГБ Вадима Бакатина, по сути освободив Крючкова от исполнения своих обязанностей (за день до этого арестованный Крючков формально стал и. о. председателя КГБ в результате отставки Кабинета Министров).
19 декабря 1991 года генеральной прокуратурой независимой Литвы (независимость признал Госсовет СССР в сентябре 1991 г.) был заочно признан виновным по ст. 88, ч. 2 УК Литовской ССР (попытка совершения госпереворота), в причастности к событиям в Вильнюсе в январе 1991 года. Статья предусматривает заключение до 15 лет или расстрел.
Крючков стал шестым арестованным руководителем органов госбезопасности СССР (после Ягоды, Ежова, Абакумова, Берии и Меркулова) и единственным из них, кто не был осуждён и расстрелян.

### После 1991 года
3 июля 1992 года выступил с обращением к Президенту России Б. Н. Ельцину, в котором, в частности, обвинил Ельцина в перекладывании вины в развале СССР на членов ГКЧП.
В январе 1993 года был освобождён под подписку о невыезде вместе с другими членами ГКЧП – Янаевым, Павловым, Тизяковым, Баклановым и Язовым, а в феврале 1994 года был амнистирован Государственной думой Федерального собрания РФ.
После освобождения устроился на работу в «Экспериментальный творческий центр» Сергея Кургиняна.
1 мая 1993 года участвовал в демонстрации, которая закончилась столкновением с милицией.
1 октября 1993 года предупредил бывшего министра внутренних дел РСФСР Андрея Дунаева о предстоящем штурме Верховного Совета России.
Являлся председателем Совета директоров АО «Регион», входящего в АФК «Система», был советником директора ФСБ России В. В. Путина.
Входил в оргкомитет Движения в поддержку армии, участвовал в работе совета ветеранов работников госбезопасности.
В конце октября 2007 года вместе с другими отставными руководителями КГБ обнародовал письмо с призывом немедленно прекратить междоусобицу в российских спецслужбах.
Скончался 23 ноября 2007 года в Москве от обширного инфаркта на 84-м году жизни после непродолжительной болезни. Прощание прошло в Культурном центре ФСБ России, участвовали директор ФСБ России Николай Патрушев, директор СВР России Михаил Фрадков. Похоронен в Москве на Троекуровском кладбище (участок 10).

Жизненный путь генерала армии В. Крючкова является примером беззаветного служения своему Отечеству и народу. Он всегда пользовался заслуженным авторитетом и глубоким уважением не только как профессионал высочайшего класса, но и как человек, отличавшийся доброжелательностью, душевной теплотой и внимательным отношением к окружающим.— Из сообщения ЦОС ФСБ России
Последние годы работал над мемуарами, написал книги «Личное дело» (1996); «На краю пропасти» (2003); «Личность и власть» (2004); «Без срока давности» (2006).
Владел немецким и венгерским языками. Иосиф Кобзон вспоминал, что Крючков любил поэзию Есенина.

### Семья
Бабушка (по отцовской линии) — Лидия Яковлевна Шрайнер (ум. в 1938), из поволжских немцев. Дед (по отцовской линии) — Ефим Николаевич Крючков — рабочий-котельщик, затем писарь на Товариществе нефтяного производства братьев Нобель.
Отец — Александр Ефимович Крючков (1889—1951), воевал в Гражданскую войну, в 1924 году вступил в партию, работал на сталинградском машиностроительном заводе «Баррикады» мастером и начальником котельного цеха. Мать — Мария Фёдоровна Крючкова (1896—1987).
Старший брат — Константин Александрович Крючков (1915—1941), летчик, участник войны с Финляндией, награжденный орденом Красной Звезды, погиб в самом начале Великой Отечественной войны — в июне 1941 года.
Жена — Екатерина Петровна Крючкова (1924—2005) — учительница русского языка и литературы. Сыновья: Сергей (1950—2021) и Алексей (1957 — 13.02.2007), в последнее время работал главным советником Министерства иностранных дел России, внуки Андрей и Владимир (сыновья Алексея).
Сводный брат — Ряуф Якубович Ибрагимов (1947—2003) (русск. Владимир Якубович Ибрагимов), друг и коллега Юрия Константиновича Соколова, расстрелянного за многочисленные хищения в особо крупных размерах.

## Звания
- Генерал-майор (17.05.1968)
- Генерал-лейтенант (17.12.1973)
- Генерал-полковник (16.12.1982)
- Генерал армии (27.01.1988)

## Награды
- Два ордена Ленина
- Орден Октябрьской Революции
- Орден Красного Знамени
- Два ордена Трудового Красного Знамени
- Орден «Знак Почёта»
- Медали и другие знаки отличия

## Комментарии
1. ↑  Сын матери Крючкова, Марии Фёдоровны, от второго брака[41].

## Фильмография

### Художественные фильмы
- Михаил Васьков в документальном фильме «Завтра все будет по-другому», Россия, 2009 год
- Андрей Мягков в телевизионном сериале «Туман рассеивается», Россия, 2010 год
- Александр Сирин в художественном фильме «Ельцин. Три дня в августе», Россия, 2011 год
- Валерий Баринов в телевизионом сериале «С чего начинается Родина», Россия, 2014 год
- Алексей Маклаков в сериале «Нулевой пациент», Россия, 2022 год
- Николай Денисов в сериале «ГДР», 2024 год

### Документальные фильмы
- Последний председатель. ВГТРК, 2014 год